# Menkyo kaiden
 (mai 2008).
Si vous disposez d'ouvrages ou d'articles de référence ou si vous connaissez des sites web de qualité traitant du thème abordé ici, merci de compléter l'article en donnant les références utiles à sa vérifiabilité et en les liant à la section « Notes et références ».
Le menkyo kaiden est le plus haut niveau dans l'autorisation d'enseigner la technique et l'esprit d'un art martial japonais classique, remise par le maître d'une école, à son ou ses élèves les plus proches et avancés.

## Description
Il était considéré comme l'attestation de la transmission ultime, venant après les niveaux kirikami puis mokuroku, marque de l'héritage technique et spirituel, et faisait entrer les élus dans la généalogie officielle des maîtres de l'école. Le système ultérieur de graduation en dan dans les budō reprend cette disposition au niveau du titre hanshi, équivalent à la connaissance et à la maîtrise absolue.

## Récipiendaires du menkyo kaiden
- Kazuo Sakura[1]